# Benigner paroxysmaler Lagerungsschwindel
Benigner paroxysmaler Lagerungsschwindel (BPLS) oder gutartiger anfallsweiser Lagerungsschwindel – nicht zu verwechseln mit Lageschwindel – ist eine harmlose, wenn auch äußerst unangenehme, sehr häufige Form des Schwindels und zugleich die häufigste Erkrankung des Gleichgewichtsorgans.
Synonyme Bezeichnungen sind Benigne paroxysmale positionale Vertigo (BPPV), Benigner peripherer paroxysmaler Lagerungsschwindel (BPPV) oder Peripherer paroxysmaler Lagerungsschwindel (PPLS). Mögliche Ursachen sind die Canalolithiasis und seltener die Cupulolithiasis (siehe unten).

## Häufigkeit
Zuverlässige und systematische Untersuchungen über die Häufigkeit des gutartigen Lagerungsschwindels liegen kaum vor. Ein Grund hierfür liegt in der hohen Rate an Spontanremissionen, die den Schwindel noch vor der Arztkonsultation verschwinden lassen. Außerdem werden systematische Erhebungen durch häufige Fehldiagnosen erschwert. Es wird eine Prävalenz von 2,4 % in der Allgemeinbevölkerung angenommen.
Epidemiologische Zahlen gehen von einer Inzidenz von 64 Neuerkrankungen pro 100.000 Einwohnern jährlich aus (etwa 160.000 in den USA). Zahlen aus Deutschland lassen vermuten, dass der BPLS für etwa 1/3 der Schwindelattacken, die auf eine Störung des Innenohrs zurückzuführen sind, verantwortlich ist.

## Ursachen
Als Ursache des gutartigen Lagerungsschwindels wird die Ablösung intakter oder degenerierter Otokonien (Otolithen, aus Calciumcarbonatkristallen bestehend) aus dem im Innenohr gelegenen Utriculus des Gleichgewichtsorgans angenommen. Aber auch organisches Material wird als Ursache vermutet. Intakte Otokonien lösen sich möglicherweise infolge von Traumen. „Degenerierte“ Otokonien sind wahrscheinlich die Ursache für den Lagerungsschwindel im höheren Lebensalter. Folgt man der weitgehend anerkannten Theorie der sogenannten Canalolithiasis, so gelangen diese Otokonien in die Bogengänge des Innenohrs und bewegen sich hier bei entsprechenden Kopfbewegungen hin und her. Durch diese Bewegung wird ein Sog ausgelöst, der die Bogengangsrezeptoren reizt. Solch eine Reizung geschieht normalerweise nur bei einer Kopfbewegung in der entsprechenden Ebene des Bogengangs. Die Folge ist, dass das Gehirn eine Meldung über eine Bewegung erhält, die von anderen Sinnessystemen nicht gemeldet wird. Das Ergebnis sind widersprüchliche Informationen im Hirn (vestibulärer Mismatch), die zu Schwindel führen.
Warum sich die Otokonien ablösen, ist nur teilweise verstanden. Studien legen nahe, dass dies Teil des normalen Alterungsprozesses ist. Abgelöste Otokonien können bei vielen Menschen und sogar bereits bei Kindern nachgewiesen werden, ohne dass sie unter Schwindel leiden. 
Das Ablösen von Otokonien scheint sich mit zunehmendem Alter zu verstärken, was auch die Wahrscheinlichkeit, an einem gutartigen Lagerungsschwindel zu erkranken, im Alter erhöht. Daneben gibt es aber noch andere Faktoren, die größere Mengen an Otokonien ablösen und damit das Risiko für einen gutartigen Lagerungsschwindel steigern: Schädelhirntrauma, Innenohroperationen und Entzündungen im Bereich des Innenohrs. Auch der Morbus Menière und die Migräne stellen Risikofaktoren für einen BPLS dar.

## Symptome
Die Patienten klagen beim Hinlegen, beim Drehen des Kopfes, beim Hoch- oder Runterschauen über kurze Drehschwindelattacken, die selten länger als 30 Sekunden dauern. Nicht wenige Patienten klagen über Übelkeit, manche sogar über Erbrechen. Einige klagen nach den Drehschwindelattacken zudem über ein Gefühl, wie auf Watte zu laufen.
Manche Patienten entwickeln schnell ein Vermeidungsverhalten, um den als sehr unangenehm empfundenen Schwindel nicht mehr erleben zu müssen.

## Diagnose
Die Diagnose wird nach gezielter Befragung und Durchführung eines speziellen Provokationsmanövers, der Dix-Hallpike-Lagerungsprobe, gestellt. Hierzu wird der Patient auf eine Untersuchungsliege gesetzt und mit zur Seite gedrehtem Kopf schnell hingelegt, um den Schwindel hervorzurufen. Dabei beobachtet der Arzt die Augen, um einen Nystagmus zu erkennen. Typisch ist es, dass die Augenbewegungen erst mit einer Latenz von ca. 1 bis 2 Sekunden nach der Provokation auftreten.

## Therapie
Da der gutartige Lagerungsschwindel durch im Bogengang befindliche Otolithen (Otokonien) hervorgerufen wird, besteht die Behandlung in einer Abfolge von Körperlagerungs- und Kopflagerungsübungen, mit denen diese aus den Bogengängen des Gleichgewichtsorgans herausbefördert und in eine unschädliche Ruheposition gebracht werden. Die Provokation der typischen Symptome während der Behandlung wird bewusst in Kauf genommen. Eine dieser Behandlungsmaßnahmen ist das sogenannte Epley-Manöver. Neben der Behandlung durch den Arzt besteht grundsätzlich auch die Möglichkeit der Selbstbehandlung.
Diese sollte jedoch erst nach gesicherter Diagnose durch einen Arzt erfolgen. Nur er kann sicher zwischen einem gutartigen Lagerungsschwindel und möglichen anderen Schwindelursachen unterscheiden. Den Patienten sollte klargemacht werden, dass das bloße Vermeiden der Symptome zu einer Verlängerung der Krankheitsdauer führt, das gezielte Auslösen der Symptome aber zu einer gewissen Gewöhnung, möglicherweise durch zerebrale Adaptationsprozesse, führt.

## Verlauf und Prognose
Der gutartige Lagerungsschwindel ist eine ungefährliche, aber äußerst unangenehme Erkrankung. Zwar verschwindet er auch ohne Behandlung meist nach wenigen Tagen und Wochen, doch bei einigen Patienten treten längere Verläufe auf, teilweise über Monate oder sogar Jahre. Daher und wegen des erheblichen Leidensdrucks ist eine Therapie in jedem Fall gerechtfertigt und sollte nicht durch einen Verweis auf die Spontanremission verzögert werden.
Der gutartige Lagerungsschwindel tritt mit oder ohne Behandlung bei 30–50 % der Patienten innerhalb von zwei Jahren erneut auf. Durch spezielle Lagerungsverfahren kann der Patient solche Rückfälle selbstständig zu Hause behandeln.